# Bassano Vaccarini
Bassano Vaccarini (San Colombano al Lambro, 9 de agosto de 1914 — Altinópolis, 7 de abril de 2002) foi um pintor, escultor e cenógrafo ítalo-brasileiro.

## Vida e Obra
Bassano Vaccarini nasceu em San Colombano al Lambro, Itália em 1914. Quando jovem já dava mostras de sua genialidade: foi escolhido melhor escultor jovem do ano de 1933.Participou da 2ª Guerra Mundial como paraquedista.Com o fim da guerra, veio ao Brasil, chegando no Rio de Janeiro em 1946. Na cidade de São Paulo ajudou a fundar o Teatro Brasileiro de Comédia, além de dirigir peças de teatro, produzir filmes e lecionar na FAU-USP. Posteriormente, em 1958, foi convidado pelo prefeito de Ribeirão Preto Costábile Romano a restaurar prédios da cidade. Entre 1960 e 1962, realizou, com Rubens Francisco Lucchetti, uma série de filmes experimentais (alguns eram desenhados na própria película; outros, filmados quadro a quadro), que teve grande repercussão nacional e internacional. Foi professor de artes plásticas no Ginásio Vocacional Cândido Portinari, em Batatais. Sua aproximação com Altinópolis - cidade em que viveu até sua morte em abril de 2002 - se deu por volta de 1980, a convite do então prefeito Dr. Pio Antunes de Figueiredo. Enquanto trabalhou em Altinópolis, Vaccarini se empenhou em transformar a cidade em uma "galeria a céu aberto".Dentre inúmeras obras de arte, destaca-se a Praça das Esculturas, onde retrata e exalta, por meio de esculturas, o papel da mulher na sociedade.
Criou em 1976, com a ajuda de Thirso Cruz, o peixe usado no filme Bacalhau, paródia de Tubarão dirigida por Adriano Stuart.

## Obras emAltinópolis
A cidade de Altinópolis é considerada o atelier de Vaccarini. Suas obras estão espalhadas por todos os cantos da cidade. Destacam-se:
- A Praça das Esculturas - várias esculturas homenageando as mulheres.
- O Beijo - escultura localizada em frente à Prefeitura Municipal.
- Painel de Esportes - em frente ao Ginásio Municipal
- Praça do Trabalhador - esculturas abordando a temática do trabalho